# Грабавой, Нед
Нед Грабавой (англ. Ned Grabavoy; 1 июля 1983, Джолиет, Иллинойс, США) — американский футболист, полузащитник. В настоящее время — генеральный менеджер футбольного клуба «Портленд Тимберс».

## Биография

### Начало карьеры
В 2000 году Грабавой был назван лучшим футболистом среди учеников старших школ США.
В 2001—2003 годах Грабавой обучался в Индианском университете в Блумингтоне и играл за университетскую футбольную команду «Индиана Хузиерс». В Национальной ассоциации студенческого спорта забил 18 мячей и отдал 21 результативную передачу в 54 матчах. В 2002 году был включён в первую символическую сборную Конференции Big Ten, в первую символическую сборную региона Великих озёр и во вторую всеамериканскую символическую сборную. В 2003 году помог «Индиане» стать чемпионом NCAA, был включён в первую всеамериканскую символическую сборную и попал в число полуфинальных номинантом на «Херманн Трофи».
В 2003 году Грабавой также выступал за клуб «Чикаго Файр Премьер» в Премьер-лиге развития ЮСЛ. По итогам сезона был включён в символическую сборную Центральной конференции.

### Клубная карьера
Оставив университет после третьего года обучения, 8 января 2004 года Грабавой подписал контракт с MLS по программе Project-40
16 января 2004 года на Супердрафте MLS Грабавой был выбран во втором раунде под общим 14-м номером клубом «Лос-Анджелес Гэлакси». Его профессиональный дебют состоялся 24 апреля 2004 года в матче против «Коламбус Крю». 10 июля 2004 года в матче против «Колорадо Рэпидз» он забил свой первый гол в профессиональной карьере. В 2005 году помог «Гэлакси» сделать «золотой дубль» — выиграть Кубок MLS и Открытый кубок США.
12 мая 2006 года «Лос-Анджелес Гэлакси» обменял Неда Грабавоя и Джозефа Нгвенью «Коламбус Крю» на Кайла Мартино и Джона Уолиника. Свой дебют за «Крю», 13 мая 2006 года в матче против «Колорадо Рэпидз», где вышел на замену во втором тайме вместо Кея Камары, он отметил голом.
21 ноября 2007 года клуб «Сан-Хосе Эртквейкс» выбрал Грабавоя на Драфте расширения MLS. 3 апреля 2008 года он сыграл в «Калифорнийском класико» против «Лос-Анджелес Гэлакси», ставшем для «Квейкс» первым матчем в лиге после двухлетнего перерыва.
3 марта 2009 года «Сан-Хосе Эртквейкс» поместил Грабавоя в список отказов и он был выбран через Драфт отказов «Реал Солт-Лейк». За РСЛ дебютировал 2 апреля 2009 года в матче против «Коламбус Крю», выйдя на замену на 75-й минуте вместо Клинта Мэтиса. В сезоне 2009 помог «Реал Солт-Лейк» впервые выиграть Кубок MLS. 29 мая 2010 года в матче против «Канзас-Сити Уизардс» забил свой первый гол за РСЛ. 9 января 2012 года Грабавой продлил контракт с «Реал Солт-Лейк» до конца сезона 2013. 9 февраля 2012 года игрок подписал с клубом новый трёхлетний контракт до конца сезона 2014.
10 декабря 2014 года на Драфте расширения MLS Грабавой был выбран клубом «Нью-Йорк Сити». 8 марта 2015 года сыграл в матче стартового тура сезона между новичками MLS «Нью-Йорк Сити» и «Орландо Сити», ставшем для обоих клубов дебютом в лиге. 19 сентября 2015 года в матче против «Сан-Хосе Эртквейкс» забил свои первые голы за «Нью-Йорк Сити», сделав дубль. По окончании сезона 2015 «Нью-Йорк Сити» не стал продлевать контракт с Грабавоем.
12 января 2016 года Грабавой на правах свободного агента подписал контракт с «Портленд Тимберс». Дебютировал за «Тимберс» 13 марта 2016 года в матче против «Сан-Хосе Эртквейкс», отыграв девять минут после выхода на замену вместо Зарека Валентина. 18 октября 2016 года Нед Грабавой объявил о завершении футбольной карьеры после окончания сезона.

### Международная карьера
Грабавой привлекался в различные юношеские и молодёжные сборные США. В составе сборной США до 20 лет принял участие в молодёжном чемпионате мира 2003.

### Постспортивная деятельность
16 ноября 2016 года Грабавой был назначен директором по скаутингу и подбору игроков «Портленд Тимберс». 13 декабря 2018 года занял позицию технического директора клуба. 11 августа 2021 года продлил контракт с «Тимберс» на несколько лет. 5 октября 2022 года также возглавил футбольные операции клуба. 11 января 2023 года Грабавой был повышен до должности генерального менеджера «Портленд Тимберс».

## Достижения
Командные
 «Лос-Анджелес Гэлакси»
- Чемпион MLS (обладатель Кубка MLS): 2005
- Обладатель Открытого кубка США: 2005

 «Реал Солт-Лейк»
- Чемпион MLS (обладатель Кубка MLS): 2009